# کومی میاساتو
کومی میاساتو (انگلیسی: Kumi Miyasato؛ زادهٔ ۱ اکتبر ۱۹۶۹) موسیقی‌دان اهل ژاپن است. وی بین سال‌های ۱۹۸۴ تا ۱۹۹۰ میلادی فعالیت می‌کرد.